# 機甲艦隊ダイラガーXV
『機甲艦隊ダイラガーXV』（きこうかんたいダイラガーフィフティーン）は、1982年3月3日から1983年3月23日まで、テレビ東京系列で毎週水曜17:55 - 18:25（JST）に全56回 が放送された、東映・東映動画制作のロボットアニメ。15機のマシンが合体して完成するロボット「ダイラガー」を擁する、地球人を中心とする宇宙艦隊の戦いを描いた作品。
『超電磁ロボ コン・バトラーV』（1976年、テレビ朝日系列）に端を発した、東映テレビ事業部の企画によるロボットアニメ路線の通算第7作目に当たる。前番組である『百獣王ゴライオン』までは、アニメーション制作を外部会社に委託していたが、本作品では関連会社である東映動画が担当、以降の同路線においてもこの制作体制が踏襲されることとなった。
1981年11月の制作・放映決定の第1報においては、番組タイトルは『機甲特科隊キングラガー』とされていたが、翌月には上記のタイトルに改まったと報じられた。

## あらすじ
地球人類が宇宙に進出している時代。友好関係にある地球、ミラ星、サラ星の三惑星連合は各惑星から選抜された銀河警備軍を設立。安芸マナブ以下、15人のメンバーが搭乗する15機合体ロボ「ダイラガー」を搭載する母艦「ラガーガード」を含む艦隊を銀河系天体図作成の旅に送り出す。
しかし、その行く手には滅亡寸前の母星から可住惑星を探すガルベストン帝国が待ち受けていた。帝国内では平和裏に可住惑星を探すべきであると言う穏健派と乱世に出世を求める好戦派が争っていたが、好戦派が主導権を握り、ガルベストン帝国は銀河警備軍と全面戦争に突入する。
三惑星連合艦隊はガルベストンと戦いつつ宇宙探査の旅を続け、ガルベストンの母星に辿り着く。三惑星連合艦隊とガルベストンの反乱軍により好戦派は倒されるが、同時に星が崩壊を始める。ラガーガードはガルベストンの住民を救出し、星から脱出する。

## 登場人物
劇中ではチーム名は隊長の姓をとって「アキチーム」「キーツチーム」「ワルターチーム」と呼ばれている。

### クウラガーチーム
シンボルカラーは赤。
安芸マナブ（ラガー1〈頭〉）
声 - 古川登志夫
クウラガーチームのリーダー。ラガー1のパイロットであり、ダイラガーのメインパイロットでもある。
中盤では伊勢艦長の新体制において、キーツ、ワルターと共に副艦長を務める事で慎重さも併せ持つようになり、リーダーとして成長していく。
既婚の兄弟姉妹がいるらしく、作中で甥が生まれている。
甲斐シノブ（ラガー2〈胸〉）
声 - 山本竜馬
ラガー2のパイロット。内輪もめにおいてはマナブ達のなだめ役に入り、ガルベストン側の襲来に用心する等冷静さも併せ持つような面が見られたが、任務を侮辱された時はマナブともども怒ったり、事情を知らないままヤスオを厳しく叱ったりと直情的な人物である。
ショーター・クロイツ（ラガー3〈右肩・上腕〉）
声 - 塩屋浩三
ラガー3のパイロット。サラ星出身。自分を守って散った兄を尊敬している（第12話）。
陸奥ヤスオ（ラガー4〈左肩・上腕〉）
声 - 間嶋里美
ラガー4のパイロット。眼鏡をかけており、ハルカとは宇宙学校の同期。
母子家庭かつ一人っ子。そのせいかマザコン気味であり、故郷の母の安否を気にしている。
パティ・エリントン（ラガー5〈胸板〉）
声 - 潘恵子
ラガー5のパイロット。強気な性格であり、ラガー5の操縦テクニックはマナブも男顔負けと認めている。
彼女もまた冷静さを併せ持ち、マナブの制御役や励まし役でもある。

### カイラガーチーム
シンボルカラーは青。
ミランダ・キーツ（ラガー6〈腹〉）
声 - 堀秀行
ラガー6のパイロットを務める、カイラガーチームのリーダー。ミラ星の出身。寡黙で慎重な性格。
テレパシーを持っており、第六感が冴えている。
加賀ハルカ（ラガー7〈右腿〉）
声 - 飯塚はる美
ラガー7のパイロット。真面目なしっかり者で洞察力に長けている為、他人の心情を察する事が出来る。
その性格故に、チームの相談役としても機能しており、中盤以降はマナブとの交流が多い。
サルタ・カッツ（ラガー8〈左腿〉）
声 - 佐藤正治
ラガー8のパイロット。サラ星の出身で大柄な体格の男性。キーツの事を信頼していて、彼を馬鹿にされると怒る。
出雲タツオ（ラガー9〈右脛〉）
声 - 大浜靖
ラガー9のパイロット。普段は穏やかで丁寧な性格だが、任務に対しては真面目に打ち込み、任務を否定されると我を忘れて怒る時がある。
ガルベストン側への敵視の姿勢も強く、ラガーガードに収容されたガルベストン兵士のシムに対して最も激しい怒りを見せたが、伊勢の説得とシムの姿を目にして和解し、その後の彼の死には涙した。以降は他のメンバー共々、ガルベストンの良心について考える姿勢を見せるようになる。
バーロス・カラテヤ（ラガー10〈左脛〉）
声 - 山口健
ラガー10のパイロット。ニューヨーク出身で、パーマが特徴的な黒人の男性。
楽観的な性格で、少し臆病な所もある。

### リックラガーチーム
シンボルカラーは黄。
ワルター・ジャック（ラガー11〈腰〉）
声 - 森功至
ラガー11のパイロットで、リックラガーチームのリーダー。劇中では「ウォルター」と発音されている。
冷静な判断を下すリーダーとしての一面を見せる一方で、マナブの相手をしたり、つるんだりする大人としての余裕も見せる。
家族は両親と弟。
モーヤ・キリガッス（ラガー12〈右前腕・拳〉）
声 - 山口奈々
ラガー12のパイロットで、ミラ星の出身。
同じ星出身故にキーツと仲が良く、彼と同様にテレパシー能力と身軽な身体能力を誇る。
マック・チャッカー（ラガー13〈左前腕・拳〉）
声 - 田中崇
ラガー13のパイロット。ラガーチーム1，2を争う巨体の黒人男性。子供に優しい寡黙な性格。
伊豆タスク（ラガー14〈右足首〉）
声 - 広森信吾
ラガー14のパイロット。お調子者で、楽観的な性格。
長門カズト（ラガー15〈左足首〉）
声 - 大竹宏
ラガー15のパイロット。現実をやや斜に構えた点から見る所があり、それ故の批判的な発言は的を射ている事が多く、事情通でもある。
暇な時はよくポーカーをしているが、腕はイマイチ。

### その他
伊勢シンジ
声 - 田中秀幸
ラガーチームのキャプテンであり、ラガーガードの2代目艦長。チームメンバーには時に厳しく、特に暖かく接する。
ガルベストン側との交渉を担っていたが、第17話から艦長を兼任する事になる。
ガルベストンへの抗戦が決まった後は全力で立ち向かうが、その中でも和平の糸口があれば、それに可能性を見出す。
任務の不手際には厳しく叱責するが、明確な目標があっての無断行動には許容の心を見せる。
ディック・アシモフ
声 - 矢田耕司
ラガーガードの初代艦長。伊勢の上官であり、どの様な行動が戦闘に結び付いてしまうのかを判断する能力も備える。
第17話で、出羽総司令の補佐官として転属。以降は本部で他の幹部ともども、ラガーガードの探査活動を後方で支援する。
第32話で、新連合艦隊の指揮官に就任。伊達司令の後任として、ラガーガードと合流する。
出羽総司令
地球軍 宇宙要塞の総司令官。銀河警備本部のナンバー2。部下の為に体を張る行動から若狭長官ともども、部下から不動の信頼を得ている。
指揮官としての腕も十分であり、第27話で、ガルベストン軍の攻撃を受けるが撃退に成功しており、最終回では万一の事があった時の支援艦隊の艦長として登場する。
ドクター・サーチ
ラガーガードにおける調査を取り仕切る学者。ドクターとして働く姿も多く見られる。
初登場時はラガーチームの姿勢を批判するが、それは宇宙の平和を想った故である。「相手側から星を守る行為が略奪である」との叫びはラガーガードの面々の考えを変える、きっかけにもなる。
萩司令
ラガーガードへの支援艦隊の司令官。伊達司令の後任。
伊勢の地球行政府を無視した行動に感銘を受けて、行政府の意志を反してまで、ガルベストン側との平和を選ぶ。
惑星Kの探査基地を襲う、ラフィット艦隊との戦いにラガーガードの支援を拒んだ事から基地は全滅し、彼もまた殉職する。
若狭長官
地球本部の長官。白髪の老人。銀河系警備本部の最高責任者。
伊達司令
三惑星連合艦隊の司令官。階級は少佐。他の司令と比べるとやや若い。
それ故に地球行政府の危機感のなさに最も苛立ちを抱いており、ラガーガードの救助に焦って無断で支援艦隊を発進させ、艦隊を全滅させる（第9話）。責任を取る為に辞職しようとしたが、出羽総司令に止められ、司令官として留まる。
萩司令の後任として、支援艦隊の司令官へ復帰。ガルベストンへの抗戦が決まった頃は少々、攻撃的な姿勢が見られる事もあるが、それは使命に忠実だったからである。第31話で殉職。

### ガルベストン帝国
ソクラット・テレス司令
声 - 戸谷公次
ガルベストン帝国前線基地の司令官。可住惑星を捜索する任務を帯びており、ラガーガードの目的を知ると、穏便な解決を図ろうと考えるようになる。ラガーガードに敵意を向ける上層部に反発し続けたことで司令官の座を解任・軟禁されるが、サークにより助けられ、ゲリラ軍の指導者として革命を起こし、勝利を収める。その後は地球軍に無条件降伏し、ガルベストン市民を脱出させる。しかし、戦争を招いた上層部に怒りを抱く兵士たち（その中の1人はシムの弟）に刺され命を落とす。
ドレイク隊長
テレス艦隊幹部。テレスが心を許せる忠臣の一人。第6話でガルベストン人として初めてラガーガードと交信を行い、ガルベストン帝国の存在をラガーガードに伝えた人物。
当初はラガーガードに対して敵意を向けていたが、それは上層部から好意的な眼差しで見られていないテレスの立場を考えた上での行動であり、本来は理知的で温厚な人物。
第15話で伊勢との和平交渉を行って以来、互いの立場を堅持しつつも友好的に接していた。
ルチアーノの命を受けて、地球艦隊との戦いに止むを得ず、身を投じる事になるが、ガルベストンの軍人の誇りを見せるべきだと散る。
ロッシェ
ドレイクの部下。仮面を被っているため素顔は不明。第23話でドレイクと運命を共にする。
バラタリア隊長
テレス艦隊幹部。艦隊における最も好戦的な人物。テレスから危険視されており、命令に背いてラガーガードを攻撃した事を理由に作戦会議への出席を拒まれる。これを切っ掛けにラフィットを抱き込み、反乱を起こす。
反乱が鎮圧された後、テレスから再起の道を与えると許容の心を見せられるも自ら命を断つ。
彼の反乱と死は結局何も生み出す事はなく、テレスから嘆かれる。
ラフィット隊長
テレス艦隊幹部。好戦派だが、敵意のないラガーガードへ攻撃を仕掛けない事を了承する等、良識はあった。
バラタリアの反乱に巻き込まれ、保身のために反乱に協力し、グラモンに敗れて降伏する（第16話）。その後は軟禁状態だったが上層部の圧力を受けたテレスにより釈放され、探査軍の指揮官に復帰。
上層部の後ろ盾を得た彼は好戦派のトップとして横暴を振る舞い、惑星Kの前線基地を壊滅させる。
第27話で、萩司令の仇を撃たんとする銀河警備軍の捨て身の作戦に嵌り、戦死する。
ロラン
テレス艦隊幹部。オレンジ色のヘッドギアが特徴。
グラモン
テレス艦隊幹部。長髪の幹部。独断で容赦なく攻撃する残忍な性格の持ち主だったが、バラタリアの反乱鎮圧に貢献している。
穏健派として、ドレイク共々好戦派の横暴に頭を悩ませるが、ルチアーノが指揮に就いた時は好戦派へと鞍替えする。
第25話で、ダイラガーに敗れ、戦死する。
ラッカル
幹部。第3話で、アキレウスの爆発に巻き込まれて死亡する。
ホンセー
第17話より登場。ハゲ頭・あごヒゲが特徴的。
ジゴローネ隊長
第17話より登場。白髪ロン毛。ガルベストンの伝令隊長。
マリエス隊長
第18話より登場。黒髪。基本的に穏健派だが、ラフィットに渋々、従う。
カポネーロ総司令
ガルベストン帝国軍の総司令。ガルベストン本星政府の幹部の中ではリーダー格。彼の指揮により、ガルベストン帝国は地球との戦いを行っていた。
第24話で、ゴメス科学長官と共謀して、テス内務長官を解任に追い込む。
コルセールへの忠誠心は厚く、追い詰められた時は抗戦を続ける、コルセールに対し、自分の意志に反する撤退を薦めていた。
バトルアタッカーで、ガルベストン本星から脱出しようとするが、ダイラガーに見つかり倒される。
ルチアーノ司令
ガルベストン帝国前線基地の2代目司令官。好戦的かつ狡猾。第22話で、テレス失脚の後を受け、就任。
ラガーガードを粉砕する事に執着するが、幹部陣の相次ぐ戦死で徐々に焦るようになり、第31話で、前線基地の爆破に巻き込まれて戦死する。
サーク
ガルベストン帝国王宮警備隊の女性隊員。ガルベストン本星の窮状に心を痛めている。テレスが探査隊長へ就任した際に彼の副官へ志願し、以降はテレスの理解者となり彼を敬愛する。
テレス軟禁後は市民から反乱軍のリーダーに招かれ、第50話でテレスの救出に成功する。だが、最終話でテレスはガルベストン上層部に憎しみを抱く3人の兵士に刺殺されてしまい、事切れた彼の前で涙した。
ソクラット・テス
テレスの父。ガルベストン帝国軍の初代司令官で穏健派。
ガルベストン帝国の内務長官だったが、第24話で、カポネーロ総司令の陰謀により解任され、可住惑星探査隊の隊長となる。
ゴメス科学長官
ガルベストン帝国の科学長官。第24話で、カポネーロ総司令と共謀して、テス内務長官を解任に追い込む。
コルセール帝
ガルベストン帝国の皇帝。テレスたちが尊敬する人物だったが、タカ派の人間であり、幹部達の徹底抗戦の意志は彼の意志である。
戦う以外に再起の道はないと他の幹部と同じことを考えているが、それはガルベストンの窮状を理解している故である。
闇打ちに失敗したドランの銃が暴発したことで死亡する（第51話）。
チャーチ
ガルベストン帝国軍の幹部。スキンヘッド。第26話で戦死。
ドール
ガルベストン帝国軍の幹部。黄色い髪の男。第28話で戦死。
ベッチラ
ガルベストン帝国軍の部隊長。第33話で初登場。髪型が台形。
ブランク
第33話に登場する、ガルベストン帝国軍の部隊長。隻眼。アシモフ率いる新連合艦隊の攻撃を受け、戦死する。
ローチャー
ガルベストン帝国軍の地球方面攻撃隊長。顎にしわ有り。第34話で初登場。第36話で地球側と和平交渉すると見せかけて、伊勢を不意打ちする。
元はガルベストン本星の司令官だったが、テレスの部下として派遣された。
地球人を憎んでおり、5人の部下ともども、テレスには表向きでは従い、裏では三惑星連合艦隊打倒の為に暗躍する。
第44話で、テレスの後任の総司令官へ任命されるが探査基地を守りきる事が出来ず、第46話で、バトルアタッカーを操り出撃するが、ダイラガーに倒され、戦死する。
ジャクソン
第34話から登場する幹部の一人。こげ茶髪。
ハドラー
第34話から登場する幹部の一人。
マッケニー
第34話から登場する幹部の一人。黄髪・太いひげ。
エンマ
第34話から登場するガルベストン帝国軍の女隊長。水色髪。
第38話で、地球軍の捕虜になるも脱走。ラガーガードに特攻して散る。
ベルトラン
第34話から登場する幹部の一人。スキンヘッド・細ひげ。
サムス
エンマの副官。第38話で、エンマと運命を共にする。
ジャクソン
第34話から登場するガルベストン帝国の幹部の一人。髪は焦げ茶色（第41話では水色）。好戦派。
ガーロ
ガルベストン帝国の惑星探査隊長。戦闘は不得手。
第41話で、第3惑星の探査に当たっていたが、地球軍の艦隊を見ただけで撤退。
ローラン
ガルベストン帝国軍の隊長。白髪。第42話から登場。

## 登場メカ
劇中では、艦隊間の砲撃戦も行われるが、両軍の艦載ロボット（ダイラガーとガルベストン軍のバトルマシン、バトルアタッカー）の方が強い描写がなされている。

### ダイラガー
ラガーガードに搭載されている、15台のラガーマシーンが「ダイラガーファイティングフォーメーション オン!」の掛け声で合体して完成する巨大ロボット。身長 60m、体重 150t。動力は光子エネルギー。
ラガー1（頭部）やラガー5（胸部）が合体していない14機の状態で戦闘した事がある。
ダイラガーのラガーはラグビー選手の意で、ラグビーが1チーム 15人で行われることからのネーミングである。
量産型ダイラガーも存在するが、演習中に味方からの攻撃で撃破されるなど、オリジナルのダイラガーと比較すると性能が低く、全体的に半分以下のスペックだった。

#### 武器
ラガー・スウォード
ダイラガーソードとも呼ばれ、主に決め技として使用される必殺剣。ダイラガーキルダーの両輪を組み合わせる事で出現する。
この武器が決め手である事が大半である。
ダイラガーランサー
両脚に収納されている槍。ショートランサー、ミドルランサー、ロングランサーの3種類を使い分ける。
ショットアロー
ショートランサーを射出する。主に敵の動きを封じる時に使用。
ダイラガーキルダー
両肩のヘリコプターのローターがチャクラム状の武器になり、両手に持って切り付ける。
ダイラガーキルダーで切り付けて、敵の動きを止め、ラガー・スウォードに変化させて斬るのが主な止めの刺し方。
スピンカッター
ダイラガーキルダーを投げ付ける。
ダイラガータイフーン
ダイラガーキルダーを肩に装着したまま、高速回転させて強風を起こす。

電磁ビュート
腰に収納されている幅広の鞭。電磁エネルギーで青い光を常に放っており、敵に電撃で攻撃出来る。
各種ビーム砲
合体前のマシーンに装備されているビーム砲を合体後も使用する。敵メカの撃破には至らないが、戦闘機レベルなら撃破可能である。
前方に向ける事が可能な全ビーム砲の一斉射撃は「ダイラガーミラクルパワー」と呼称される。
ラガーマシーンは機体の特性に合わせ、陸海空 5機毎のチームに分かれており、それぞれが合体して、下記の中型メカになる。
- クウラガー（ラガー1からラガー5：大型航空機形態。ダイラガー状態とはラガー5の向きが逆となる）
- カイラガー（ラガー6からラガー10：両脚でラガー6を挟んだ双胴潜水艦）
- リックラガー（ラガー11からラガー15：ラガー14、15の上に他 3機を載せた戦闘車両）

ダイラガーのデザインを行ったのは提供スポンサーのポピー（現・バンダイ）の村上克司。当初は普通の15体合体だったが、上野和典の発案で、陸海空の各チームによる合体形態が採用された。

### 銀河警備軍 艦艇
巡洋戦艦 ブライトスター級
初期の銀河警備軍最大の軍艦。多くの数が配備が成されている。新連合艦隊登場以前の主力艦。
巡洋艦 サタニア級
両舷に短砲身の大型砲を備えた巡洋艦。途中で、ほとんど見かけなくなる。
駆逐艦 マーキュリー級
大量に配備されている駆逐艦。撃たれ弱い。
新連合艦隊戦艦
白く美しい船体の新型戦艦。両舷に内蔵式の大型砲を装備する。
サラ星艦隊
青白い色の異形の船で構成される。銀河警備軍とは指揮系統が別。
ミラ星艦隊
茶色い色の異形の船で構成される。ほとんど団子の様な外見。
万能ミサイル “ピラニアー”
ガルベストン艦隊に質的に対抗不能と悟った銀河警備軍が導入した対艦・対空の両用ミサイル。艦艇の外部に剥き出しで外装されて運搬される。
ミサイルとして以外にも、無人攻撃機的な使い方が可能なレーザー砲搭載型も存在する。

### ガルベストン艦隊
地球を主軸とする銀河警備軍の艦艇を、個別の性能では凌駕する性能を持つ。搭載しているバトルマシン、バトルアタッカーは特に強力であるが、惑星への降下などに使われる小型機は、ガルベストン兵が二本の棒を両腕で掴んで操縦し、機体の上に剥き出しで立っている。

#### 戦艦以下の艦艇
突撃艇
コックピットが無い、ガルベストンの戦闘艇。
指揮艇
乗員が艇の上に剥き出しで、仁王立ちになっている。

#### 戦闘メカ
ガルベストン帝国の艦隊に収容されている巨大ロボット。会戦ごとに一艦隊に一機しか登場しないが、単体で三惑星連合の艦艇群を撃破して圧倒的な戦闘力を見せ、ダイラガーでないと倒せない描写がなされる。
バトルマシン
第1 - 32話に登場する、ガルベストン帝国の巨大ロボット。艦隊や基地を単機で撃破するが、格闘能力は低い。
バトルアタッカー
第33 - 51話に登場する、ガルベストン帝国の対ダイラガー用巨大ロボット。バトルマシンに比べ、パワーと機動力が強化された。ダイラガーを向こうに回し、格闘可能な機動力と剣などの格闘武器を持ち、火力も高い。

## スタッフ
- 企画 - 吉川進（東映）、及部保雄（東映エージェンシー）、斉藤侑（東映動画）
- 原案 - 八手三郎（連載誌 - 『テレビランド』、『てれびくん[7]』）
- シリーズ構成 - 藤川桂介
- 音楽 - 横山菁児
- キャラクターデザイン - 清山滋崇
- メカニックデザイン - Y&K、出渕裕、原田吉郎
- チーフデザイナー - 椋尾篁 → 窪田忠雄
- チーフディレクター - 森下孝三
- 製作担当 - 佐伯雅久
- 編集 - 祖田富美夫
- 録音 - 蔵本貞司
- 効果 - 伊藤修
- 選曲 - 白井多美雄
- 記録 - 樋口裕子、池田紀代子
- 現像 - 東映化学
- 制作 - 東映、東映エージエンシー、東映動画[1]

## 主題歌
オープニングテーマ『銀河の青春』
エンディングテーマ『愛をつたえる旅』
2曲とも、作詞 - 藤川桂介 / 作曲・編曲 - 横山菁児 / 歌 - 川津恒一
オープニング画像は13話までファイティングフォーメーション時にラガー5が合体する直前、ダイラガーが巨大化するような描写が入るが14話以降はカットされる。
エンディング画像は14話以降は全面的に書き換えられる。
上記2曲を収録したEPレコードは、日本コロムビアより発売。

## 挿入歌
『星空にためいき』
作詞・作曲 - 津田義彦 / 編曲 - 久石譲  / 歌 - 羽田義明
『その日のために』
作詞 - 藤川桂介 / 作曲・編曲 - 横山菁児  / 歌 - 大倉正丈
『男のララバイ』
作詞・作曲 - 津田義彦 / 編曲 - 久石譲 / 歌 - 羽田義明、ザ・チャープス
『わたしは宇宙』
作詞 - 藤川桂介 / 作曲・編曲 - 横山菁児 / 歌 - 川島和子
『ラ・イ・バ・ル』
作詞・作曲 - 津田義彦 / 編曲 - 久石譲 / 歌 - 羽田義明
『神がいる星』
作詞 - 藤川桂介 / 作曲・編曲 - 横山菁児 / 歌 - ピーカブー

## 各話リスト
| 話数    | 放送日        | サブタイトル       | 脚本     | （絵コンテ） 演出       | 作画監督     | 美術     | 登場メカ                           |
| ------- | ------------- | ------------------ | -------- | ----------------------- | ------------ | -------- | ---------------------------------- |
| 第1話   | 1982年 3月3日 | 激突する銀河       | 藤川桂介 | 森下孝三                | 菊池城二     | 窪田忠雄 | バルカム3                          |
| 第2話   | 3月10日       | 孤独な守備隊       | 藤川桂介 | （棚橋一徳） 伊東政雄   | しんそういち | 窪田忠雄 |                                    |
| 第3話   | 3月17日       | さらばアキレウス   | 藤川桂介 | 山内重保                | ほお雪享     | 窪田忠雄 |                                    |
| 第4話   | 3月24日       | 地獄への救助命令   | 藤川桂介 | 生頼昭憲                | 今川よしみ   | 窪田忠雄 | ソーラX-II                         |
| 第5話   | 3月31日       | 実験惑星の攻防     | 藤川桂介 | 川田武範                | 森利夫       | 池田祐二 | バーナードS-M                      |
| 第6話   | 4月7日        | 流星雨に散れ       | 藤川桂介 | （棚橋一徳） 箕ノ口克己 | 金子大       | 窪田忠雄 |                                    |
| 第7話   | 4月14日       | 救援艦隊全滅       | 藤川桂介 | 生頼昭憲                | 菊池城二     | 窪田忠雄 | ローダ                             |
| 第8話   | 4月21日       | 二連星の亡霊       | 藤川桂介 | （山内重保） 伊東政雄   | しんそういち | 窪田忠雄 | ゲド                               |
| 第9話   | 4月28日       | 栄光の決死隊       | 藤川桂介 | 箕ノ口克己              | 菊池城二     | 窪田忠雄 |                                    |
| 第10話  | 5月5日        | 宇宙要塞奇襲さる   | 藤川桂介 | 川田武範                | 森利夫       | 窪田忠雄 |                                    |
| 第11話  | 5月12日       | つかの間の休戦     | 藤川桂介 | 森下孝三                | 金子大       | 窪田忠雄 |                                    |
| 第12話  | 5月19日       | 宇宙の樹海伝説     | 藤川桂介 | 生頼昭憲                | 菊池城二     | 窪田忠雄 |                                    |
| 第13話  | 5月26日       | 心のなかの敵       | 藤川桂介 | 箕ノ口克己              | しんそういち | 窪田忠雄 |                                    |
| 第14話  | 6月2日        | 反撃・地球艦隊     | 藤川桂介 | 山内重保                | ほお雪享     | 窪田忠雄 | ドゥルーバ                         |
| 第15話  | 6月9日        | 宇宙会談決裂       | 藤川桂介 | 森下孝三                | 金子大       | 窪田忠雄 | ユルコンIV                         |
| 第16話  | 6月16日       | 二つの反逆         | 藤川桂介 | 川田武範                | 森利夫       | 窪田忠雄 |                                    |
| 第17話  | 6月23日       | アシモフ帰還命令   | 藤川桂介 | 生頼昭憲                | 菊池城二     | 窪田忠雄 |                                    |
| 第18話  | 6月30日       | 一触即発           | 藤川桂介 | 箕ノ口克己              | しんそういち | 窪田忠雄 |                                    |
| 第19話  | 7月7日        | 赤い月が昇る       | 藤川桂介 | 森下孝三                | 菊池城二     | 窪田忠雄 |                                    |
| 第20話  | 7月14日       | 惑星Kの死闘        | 藤川桂介 | （落合正宗） 箕ノ口克己 | 金子大       | 窪田忠雄 | ブラー                             |
| 第21話  | 7月21日       | 立て、銀河警備軍   | 藤川桂介 | 川田武範                | 森利夫       | 鹿野良行 |                                    |
| 第22話  | 7月28日       | テレス司令失脚     | 藤川桂介 | （山内重保） 伊東政雄   | ほお雪享     | 本間薫   |                                    |
| 第23話  | 8月4日        | 惑星K奪還作戦      | 藤川桂介 | 落合正宗                | 落合正宗     | 窪田忠雄 |                                    |
| 第24話  | 8月11日       | 暴動・ガルベストン | 藤川桂介 | （八尋旭） 伊東政雄     | しんそういち | 窪田忠雄 | ゲバI                              |
| 第25話  | 8月18日       | 光芒惑星の苦闘     | 藤川桂介 | 落合正宗                | 菊池城二     | 鹿野良行 |                                    |
| 第26話  | 8月25日       | 地獄惑星の罠       | 藤川桂介 | 久岡敬史                | 金子大       | 本間薫   | マービル、ゲバI                    |
| 第27話  | 9月1日        | 宇宙要塞攻略       | 藤川桂介 | 川田武範                | 森利夫       | 窪田忠雄 |                                    |
| 第28話  | 9月8日        | エルドラの悲願     | 藤川桂介 | （八尋旭） 伊東政雄     | ほお雪享     | 鹿野良行 |                                    |
| 第29話  | 9月15日       | 宇宙砦の反乱       | 藤川桂介 | 落合正宗                | 落合正宗     | 本間薫   |                                    |
| 第30話  | 9月22日       | 地球非常事態       | 田口成光 | 森下孝三                | しんそういち | 窪田忠雄 | セブ                               |
| 第31話  | 9月29日       | 敵司令部を探せ     | 藤川桂介 | 久岡敬史                | 菊池城二     | 鹿野良行 | セブ                               |
| 第32話  | 10月6日       | 前線基地撃破       | 藤川桂介 | 落合正宗                | 金子大       | 本間薫   | ナズカⅢ                            |
| 第33話  | 10月13日      | 新連合艦隊来援     | 田口成光 | 川田武範                | 森利夫       | 窪田忠雄 | グラヴⅢ                            |
| 第34話  | 10月20日      | 燃える空洞惑星     | 藤川桂介 | 伊東政雄                | ほお雪享     | 本間薫   |                                    |
| 第35話  | 10月27日      | 陸奥よ立ち直れ     | 田口成光 | 山内重保                | 金本周二     | 鹿野良行 |                                    |
| 第36話  | 11月3日       | 必死の海中合体     | 田口成光 | （落合正宗） 長尾粛     | 落合正宗     | 窪田忠雄 | デュームa                          |
| 第37話  | 11月10日      | 消えたクウ・ラガー | 藤川桂介 | 森下孝三                | ほお雪享     | 鹿野良行 |                                    |
| 第38話  | 11月17日      | 女隊長エンマ       | 田口成光 | 森下孝三                | 金子大       | 本間薫   | バルナルモZ                        |
| 第39話  | 11月24日      | ラガーマンの涙     | 田口成光 | （箕ノ口克己） 栗山美秀 | 菊池城二     | 松本健治 |                                    |
| 第40話  | 12月1日       | デノン少年と大鹿   | 藤川桂介 | 久岡敬史                | 金本周二     | 鹿野良行 | バルゲンZⅡ                         |
| 第41話  | 12月8日       | 新大陸惑星発見     | 藤川桂介 | 川田武範                | 森利夫       | 本間薫   |                                    |
| 第42話  | 12月15日      | 危機迫る可住惑星   | 藤川桂介 | （山内重保） 伊東政雄   | ほお雪享     | 中村靖   |                                    |
| 第43話  | 12月22日      | テレスとアシモフ   | 田口成光 | 森下孝三                | 金子大       | 鹿野良行 | デュームa                          |
| 第44話  | 12月29日      | 安芸チーム捕まる   | 藤川桂介 | 伊東政雄                | ほお雪享     | 中村靖   | ガガル558                          |
| 第45話  | 1983年 1月5日 | 第3惑星を守れ      | 藤川桂介 | （落合正宗） 長尾粛     | 金子大       | 伊藤豊   | ナルバSS-58                        |
| 第46話  | 1月12日       | 探査基地陥落       | 田口成光 | 川田武範                | ほお雪享     | 中村靖   |                                    |
| 第47話  | 1月19日       | 姿なき超兵器       | 藤川桂介 | （山内重保） 伊東政雄   | 金本周二     | 本間薫   | ゴーヴァ                           |
| 第48話  | 1月26日       | 第10番惑星突破     | 藤川桂介 | （落合正宗） 長尾粛     | 菊池城二     | 伊藤豊   | ゾード                             |
| 第49話  | 2月2日        | 絶対防衛圏進入     | 田口成光 | （有迫俊彦） 森下孝三   | 金子大       | 鹿野良行 |                                    |
| 第50話  | 2月9日        | ガルベストン攻防   | 藤川桂介 | 長尾粛                  | 金本周二     | 本間薫   |                                    |
| 第51話  | 2月16日       | 地下都市大激戦     | 藤川桂介 | 川田武範                | 金子大       | 伊藤豊   | バルモツイン、ウォーグ、ヒューマス |
| 第52話  | 2月23日       | 銀河の夜明け       | 藤川桂介 | 森下孝三                | 金子大       | 鹿野良行 |                                    |
| 総集編1 | 3月2日        | 緊急発進ダイラガー |          |                         |              |          |                                    |
| 総集編2 | 3月9日        | 戦場に散る勇者たち |          |                         |              |          |                                    |
| 総集編3 | 3月16日       | 新大陸への道       |          |                         |              |          |                                    |
| 総集編4 | 3月23日       | 栄光のダイラガー   |          |                         |              |          |                                    |

## ネット局
放送日時は、個別に出典が提示されているものを除き1983年1月中旬 - 2月上旬のものとする。
- テレビ東京（制作局）：水曜 17：55 - 18：25
- テレビ大阪：水曜 17：55 - 18：25
- 中部日本放送：土曜 7:15 - 7:45
- 北海道文化放送：日曜 10:30 - 11:00（1982年4月18日 - 1983年5月8日）[9]
- テレビ岩手：金曜 17:00 - 17:30
- 東北放送：土曜 17:00 - 17:30
- 秋田テレビ：火曜 17:00 - 17:30
- 山形テレビ：月曜 17:00 - 17:30
- 福島中央テレビ：水曜 17:45 - 18:15
- テレビ山梨：金曜 17:20 - 17:50
- 新潟放送：水曜 17:00 - 17:30[10]（1983年4月20日放送分（最終回）は水曜 17:30 - 18:00にて放送[11]）
- 信越放送：木曜 17:25 - 17:55
- 富山テレビ：木曜 16:50 - 17:20[12]（1983年5月12日まで放送。終盤は傑作選として放送された[13]）
- 北陸放送：月曜 17:00 - 17:30（1982年3月22日の初回放送は月曜 17:30 - 18:00[14]、1983年4月11日まで放送[15]）
- 静岡放送：金曜 17:30 - 18:00
- KBS京都：月曜 17:55 - 18:25
- サンテレビ：火曜 18:30 - 19:00
- テレビ岡山：火曜 17:00 - 17:30
- 中国放送：火曜 17:30 - 18:00
- テレビ高知：火曜 17:00 - 17:30
- テレビ西日本：土曜 18:00 - 18:30
- テレビ長崎：木曜 17:30 - 18:00
- 熊本放送：水曜 17:30 - 18:00
- 大分放送：木曜 17:20 - 17:50
- テレビ宮崎：土曜 7:00 - 7:30
- 南日本放送：月曜 17:25 - 17:55
- 沖縄テレビ：金曜 17:30 - 18:00

## 映像ソフト化・再放送・ネット配信
映像ソフト化
本作品は前番組である『ゴライオン』と同様に、2024年現在日本国内において映像ソフト化がなされていない作品であり、オープニング・エンディングのみ、東映ビデオより発売された「TVヒーロー主題歌大全集」（ベータ、VHS）と「東映TVアニメ主題歌大全集」（VHS・LD・DVD）に収録されているのみとなっている。他方で米国においてはDVDが、Anime Worksよりリリースされている。
再放送
2004年2月から7月まで、東映チャンネルの「スーパーロボット列伝」枠にて再放送された。
ネット配信
超合金魂「GX-88 機甲艦隊ダイラガーXV」の発売を記念し、2019年10月17日よりYouTubeのバンダイスピリッツ公式チャンネルにて、総集編を除く全52話の配信が実施された。当初は1話ずつの配信であったが、配信終了後の2020年11月6日より、1配信につき4話×2を7週 に渡って配信する「まとめ配信」が行われた。
この他現在は終了しているものの、東映アニメBBプレミアムでも全話ネット配信が行われていた。

## 玩具展開

### 合金系
- 本放送当時、分離合体可能な玩具として、プラスチック製のDX機甲合体と、中型メカのみ分離可能なDX超合金の2種が発売された。DX機甲合体は全高約38cmで、大型化していくDX合体シリーズ中において、「超合金魂」以前に販売された玩具の中でも最大級のサイズとなった。本来は合金製玩具として企画されたが、価格がそのままでは1万円を超えることや、重量の関係で素材を変更したものである。また当初は15機セットのみであったが、後に各チーム別の5台毎の分売版も発売された[18]。これら2種以外にも、非分離型のスタンダード超合金（胸の5号機のみ取り外し可能）[19]、プラスチック製のプラデラなども発売された。
- 2019年10月26日に、超合金魂「GX-88 機甲艦隊ダイラガーXV」が発売された。「DX機甲合体」と同様にラガー1からラガー15までの完全合体を実現しつつ、プロポーションや各部可動なども両立した設計となっており、また武器スタンドのプレートは2タイプ（『機甲艦隊ダイラガーXV』と『VOLTRON』）付属している（選択交換式）。
- 海外では、「GODAIKIN」「Vehicle Voltron」「Voltron I」として知られている。玩具はMatchbox社、Bandai Americaより輸入販売された当時品の他に、Toynamiからは非分離型アクションタイプが、Miracle Productionsからは2013年に15体合体可能なVoltron Iが、いずれも合金トイとして発売された。

### プラスチックモデル
本放送当時には、プラスチックモデルも発売された。DX機甲合体のように15機合体可能な大型モデルと、非分離型のアクションプラモデルの2種類で、15機合体タイプの自販機販売版のミニプラスチックモデルはバンダイより発売された。カプセル入りの￥100 完全分売版と5台分セット￥200 全3種のミニプラ版が販売された。箱版はカプセルでの分売製品とパッケージ以外は全くの同一品である。
上記のうち、箱入りプラモデルの方のみ幾度か再販されている。箱入りプラスチックモデルの大箱版はリックラガーへの合体機構は備えていないものの、15台への分離は可能となっている。また自販機版はDX機甲合体以外で唯一、完全分離合体が可能なモデルとなっている。